# 鈴木平
鈴木 平（すずき たいら、1970年3月10日 - ）は、静岡県磐田市出身の元プロ野球選手（投手）。引退後は鍼灸師、整体師となり、タイラ治療院の院長を務める。

## 経歴

### プロ入り前
磐田市で飲食店を経営する家庭に生まれる。出生時の体重が3,950グラムと幼少期から大柄で、2歳下の弟と自宅前の公園で毎日のようにキャッチボールをしていた。
磐田市立東部小学校6年生の時に市内のソフトボール大会で投手を務め、優勝したのをきっかけに、少年野球チームに勧誘されて軟式野球を始めている。城山中学でも野球部に入り、中学時代の江川卓を指導したこともある監督の指導を受けた。またこの頃には草薙球場でキャンプを行っていた大洋の選手が実家の飲食店に来て、斉藤明夫や松盛茂らとキャッチボールをする機会があり、自然とプロ野球選手を目指すようになった。
東海大一高に進むと1年の春には背番号18をもらい、グラウンド脇にある三保の松原で走りこんで足腰を鍛えた。2年生の秋にはチームのエースとなり、秋季県大会では決勝まで進んでスカウトの注目を集めた。1987年の3年夏には最速140km/hの県内屈指の右腕として県大会に臨んで四番も務めている。同大会では四回戦で東海大工と対戦し、9回裏二死で3点リードと勝利を目前にしながら、エラーなどが重なり逆転負けを喫した。高校の同級生に元Jリーガーの澤登正朗がいる。
素質の高さやクセのある球筋を評価されて11球団のスカウトが挨拶に来ており、同年のドラフト会議では阪急ブレーブス、ヤクルトスワローズ、広島東洋カープの3球団が3位指名で競合。抽選の結果ヤクルトが指名権を獲得し契約金3,500万円、年俸400万円（金額は推定）で合意し、入団。

### プロ野球選手時代
1988年は一軍での登板機会がなかったが、右の本格派としては球速や変化球に大きな特長がないことからサイドスローへの転向を決めた。
1989年8月12日の対広島東洋カープ戦で、敗戦処理の場面で一軍初登板を経験。8月17日の対阪神タイガース戦では初めて先発し、5回を投げ、初勝利を挙げている。故障者が多く先発ローテーションが回らない状態のため、さらに8月20日の対広島戦に中2日で先発すると5安打に抑え、完封勝利を収めた。しかしその後はわき腹痛や制球難などで出場機会が減少し、また同じサイドスローの高津臣吾の活躍もあり一軍に上がることも少なくなった。制球難の象徴的な試合が1992年6月8日対広島カープ8回戦にて11回の裏、同点、無死三塁一塁の場面で7番手として登板。最初の打者に四球で満塁、次のバッターは5→2→3のダブルプレーで二死になったものの、その後2者連続で四球を出し結局サヨナラ押し出しで敗戦となる（最後のバッターは投手であった）。これで当時の監督であった野村克也からの信頼を著しく落としてしまった。
1995年に山内嘉弘との交換トレードでオリックス・ブルーウェーブへ移籍すると、野村貴仁とともにクローザーの平井正史に繋ぐセットアッパーを担った。山田久志コーチが四球に我慢して起用したこともあり、自身も体への負担を感じながら高いモチベーションを保ち、50試合に登板し防御率1.83の好成績を残す。同年の日本シリーズでは古巣のヤクルトが相手となって気合が入り、3試合に登板し打者13人を無安打に抑えている。同年の契約更改では年俸が3,500万円（推定）に上がり、またオフには結婚式を挙げている。
1996年は平井の不調もありクローザーを務め、オールスターゲームに初めて出場している。シーズンでは前年を上回る55試合に登板し、7勝2敗19セーブの成績を残した。最優秀救援投手となった成本年秀・赤堀元之とは4SP差だったが、リーグ優勝決定後はタイトルを狙わず、読売ジャイアンツ（巨人）との日本シリーズに向けた調整に入っている。日本シリーズでは第1戦（東京ドーム）の9回裏に登板し、先頭の福王昭仁に四球を与えて続く大森剛に同点となる2ランホームランを打たれるも、10回に味方が逆転し、勝利投手となった。第2戦で9回2死、走者1塁の場面で登板し落合博満を三塁ゴロに打ち取ると、第3戦、第5戦（以上、いずれもグリーンスタジアム神戸）は計3イニングをパーフェクトに抑え、1勝3セーブと勝ち試合全てでセーブポイントを挙げ、日本一に貢献した。オフには長女が生まれ、投手陣で一番の貢献という評価を球団から受け、年俸8,000万円（推定）で契約を更改した。
1997年はキャンプから右肩痛が完治せず、4月19日には右肘の炎症で登録を抹消されている。夏場にも一時出場登録を抹消され、クローザーは主に小林宏が務めた。同年以降も中継ぎとして毎年40試合に登板したが、このころのオリックスは高年俸の選手の放出が続いており、鈴木も1999年シーズン終了後の11月、岸川登俊・河野亮（ヤクルト時代に同僚だった）との2対1の交換トレードで中日ドラゴンズへ放出された。このトレードは、サムソン・リーや宣銅烈の退団でリリーフが手薄になることが予想された中日が、抑えもできるリリーフ投手の鈴木に注目し、左投手や長距離打者の補強が急務となっていたオリックスとの思惑が一致したことにより成立したものである。また当時、中日にはオリックス時代の恩師である山田久志が投手チーフコーチとして在籍していたため、鈴木の活躍が期待された。年俸は700万円減の7,000万円（推定）となった。
中日移籍1年目の2000年は前年限りで引退した宣の後釜として期待されており、中日首脳陣は鈴木を岩瀬仁紀とのダブルストッパーとして起用する構想を立てていたが、本人は気持ちが切れかけたこともあり低迷した。同年の契約更改で年俸は5,800万円（推定）に下がった。
2001年は一軍登板がなく、同年10月12日に球団から戦力外通告を言い渡された。その後ヤクルトの先輩でもある尾花高夫コーチに誘われ福岡ダイエーホークスにテスト入団し、年俸は1,500万円（推定）となった。
2002年は12試合に登板し、防御率5.25に終わり、4月10日の対大阪近鉄バファローズ戦でタフィ・ローズに投げた低めのシンカーを決勝本塁打とされたことが特にショックで、力の衰えを実感したという。同年オフに再び戦力外通告を受け、現役を引退。

### 現役引退後
引退後は一生続けられる仕事として鍼灸師を目指し、鍼灸養成施設の神戸東洋医療学院で3年間学ぶ。
2006年2月に国家資格を取得し、故郷の磐田市に鍼灸院「タイラ治療院」を開業した。地元の子供たちにプロ野球を身近に感じて欲しくて磐田を選んだという。イチローなどかつての同僚から開業祝が贈られている。また、地元静岡にて高校野球TV放送の解説も行なっている。

## 選手としての特徴・人物
長身のサイドスロー投手で、リリーフとして主にオリックスで活躍した。小学生の頃から手のひらとボールの間に隙間ができる我流の握りだったため、ストレートがナチュラルに変化してツーシーム気味になったという。この球がカーブなどと判断され、変化球が禁止されている少年野球の大会では登板できないこともあった。プロではストレートに加えて大小2種類のカーブとシンカーを駆使している。
中学時代は強打者相手でも真っ向勝負を好む気の強さがあり、一方でいたずらをすることも多かった。そのような平に対して父親は厳しく接し、自らの手にタバコの火を押し付けてから平の手にもその火を押し付け、痛みを忘れず反省するよう諭すこともあったという。また高校時代には毎週末に1時間かけて父親が高校のグラウンドまで来て声をかけ、精神的に支えとなっていた。

## 詳細情報

### 年度別投手成績
| 年 度      | 球 団      | 登 板 | 先 発 | 完 投 | 完 封 | 無 四 球 | 勝 利 | 敗 戦 | セ 丨 ブ | ホ 丨 ル ド | 勝 率 | 打 者 | 投 球 回 | 被 安 打 | 被 本 塁 打 | 与 四 球 | 敬 遠 | 与 死 球 | 奪 三 振 | 暴 投 | ボ 丨 ク | 失 点 | 自 責 点 | 防 御 率 | W H I P |
| ---------- | ---------- | ----- | ----- | ----- | ----- | -------- | ----- | ----- | -------- | ----------- | ----- | ----- | -------- | -------- | ----------- | -------- | ----- | -------- | -------- | ----- | -------- | ----- | -------- | -------- | ------- |
| 1989       | ヤクルト   | 8     | 4     | 1     | 1     | 0        | 2     | 0     | 0        | --          | 1.000 | 112   | 27.0     | 19       | 0           | 13       | 0     | 1        | 21       | 1     | 0        | 7     | 6        | 2.00     | 1.19    |
| 1990       | ヤクルト   | 2     | 0     | 0     | 0     | 0        | 0     | 0     | 0        | --          | ----  | 19    | 4.1      | 4        | 0           | 3        | 0     | 1        | 2        | 0     | 0        | 1     | 1        | 2.08     | 1.62    |
| 1991       | ヤクルト   | 13    | 0     | 0     | 0     | 0        | 1     | 2     | 0        | --          | .333  | 78    | 16.1     | 20       | 3           | 11       | 2     | 3        | 17       | 2     | 0        | 12    | 12       | 6.61     | 1.90    |
| 1992       | ヤクルト   | 4     | 1     | 0     | 0     | 0        | 0     | 1     | 0        | --          | ----  | 21    | 4.0      | 2        | 0           | 7        | 1     | 1        | 4        | 0     | 0        | 3     | 3        | 6.75     | 2.25    |
| 1994       | ヤクルト   | 2     | 0     | 0     | 0     | 0        | 0     | 0     | 0        | --          | ----  | 8     | 1.1      | 3        | 1           | 0        | 0     | 1        | 3        | 0     | 0        | 3     | 3        | 20.25    | 2.25    |
| 1995       | オリックス | 50    | 0     | 0     | 0     | 0        | 2     | 4     | 3        | --          | .333  | 239   | 59.0     | 42       | 1           | 22       | 3     | 2        | 53       | 1     | 0        | 15    | 12       | 1.83     | 1.08    |
| 1996       | オリックス | 55    | 0     | 0     | 0     | 0        | 7     | 2     | 19       | --          | .778  | 304   | 74.0     | 55       | 5           | 30       | 2     | 3        | 58       | 1     | 0        | 21    | 20       | 2.43     | 1.15    |
| 1997       | オリックス | 42    | 0     | 0     | 0     | 0        | 3     | 5     | 6        | --          | .375  | 217   | 47.0     | 44       | 2           | 30       | 0     | 8        | 29       | 3     | 0        | 25    | 20       | 3.83     | 1.57    |
| 1998       | オリックス | 45    | 0     | 0     | 0     | 0        | 5     | 0     | 5        | --          | 1.000 | 227   | 51.1     | 48       | 3           | 29       | 0     | 1        | 46       | 2     | 3        | 21    | 12       | 2.10     | 1.50    |
| 1999       | オリックス | 42    | 0     | 0     | 0     | 0        | 5     | 4     | 3        | --          | .556  | 242   | 54.1     | 40       | 5           | 37       | 3     | 7        | 37       | 1     | 0        | 32    | 24       | 3.98     | 1.42    |
| 2000       | 中日       | 21    | 0     | 0     | 0     | 0        | 1     | 1     | 0        | --          | .500  | 77    | 16.1     | 19       | 1           | 8        | 2     | 2        | 12       | 0     | 0        | 7     | 7        | 3.86     | 1.65    |
| 2002       | ダイエー   | 12    | 0     | 0     | 0     | 0        | 1     | 1     | 0        | --          | .500  | 52    | 12.0     | 11       | 2           | 4        | 0     | 2        | 11       | 3     | 0        | 9     | 7        | 5.25     | 1.25    |
| 通算：12年 | 通算：12年 | 296   | 5     | 1     | 1     | 0        | 27    | 20    | 36       | --          | .574  | 1596  | 367.0    | 307      | 23          | 194      | 13    | 32       | 293      | 14    | 3        | 156   | 127      | 3.11     | 1.37    |

### 表彰
- 日本シリーズ優秀選手賞：1回 （1996年）

### 記録
初記録
- 初登板：1989年8月12日、対広島東洋カープ戦（広島市民球場）
- 初先発登板・初勝利・初先発勝利：1989年8月17日、対阪神タイガース戦（神戸総合運動公園野球場）
- 初完封勝利：1989年8月20日、対広島東洋カープ戦（明治神宮野球場）

その他の記録
- オールスターゲーム出場：1回 （1996年）

### 背番号
- 40（1988年 - 1994年）
- 43（1995年 - 1999年）
- 45（2000年 - 2001年）
- 13（2002年）

## メディア出演
- プロ野球 マジックの継承者たち～WBC栗山監督と名将のノート～（2023年3月5日、NHK総合）

## 著書
- 『プロ直伝!! 野球ひじ・野球肩の治し方と予防法』（2012年9月：日東書院本社）